# Teorija citatnosti (knjiga)
Teorija citatnosti je knjiga hrvatske književne teoretičarke Dubravke Oraić-Tolić. Izašla je 1990. godine u izdanju Grafičkog zavoda Hrvatske. Knjiga sadrži poglavlja Citatnost - eksplicitna intertekstualnost, Ilustrativni i iluminativni tip citatnosti, Velika citatna polemika, Veliki citatni dijalog, Ujevićev citatni Oproštaj s Marulićem, Kolaž kao citatni žanr, Citatna polifonija Osipa Mandelštama. Knjiga ima 230 stranica.
Pojam citatnosti nastao je u Zagrebačkoj književnoznanstvenoj školi, odnosno pojam je uvela Oraić-Tolić u znanost o književnosti.
Kad je 2016. godine dobila Nagradu Josip i Ivan Kozarac za životno djelo, predsjednik Organizacijskog odbora Goran Rem rekao da je Oraić-Tolić ovu nagradu morala dobiti već nekoliko puta prije, među ostalim i kad je objavila Teoriju citatnosti.